# الجيش الفنلندي

شعار الجيش الفنلندي

الجيش الفنلندي بالفنلندية Suomen maavoimat) يمثل فرع قوات البرية من قوات الدفاع الفنلندية .
وينقسم الجيش اليوم إلى ستة فروع : قوات المشاة (يتضمن وحدات مدرعة) ومدفعية الميدان والدفاع الجوي وسلاح الهندسة وسلاح الإشارة وسلاح التموين .
القوات العمالة: 18,985
الاحتياط: 40,000